# Primo A-32
Primo A-32 је био кућни рачунар фирме Microkey KFFT који је почео да се производи у Мађарској током 1984. године.
Користио је U880A (источноњемачки Z80A) микропроцесорску јединицу а RAM меморија рачунара је имала капацитет од 16 KB (до 32 KB). 

## Детаљни подаци
Детаљнији подаци о рачунару Primo A-32 су дати у табели испод.
|                       |                                      |
| [ 1 ]                 |                                      |
| Произвођач            |                                      |
| Тип                   | кућни рачунар                        |
| Меморија              | 16 (до 32 )                          |
| Поријекло             | Мађарска                             |
| Година                | 1984                                 |
| Тастатура             | мембранска тастатура                 |
| Процесор              |                                      |
| Фреквенција процесора | 2,5 (све до 3,5 са измјенама хакера) |
| RAM                   | 16 (до 32 )                          |
| ROM                   | 16                                   |
| Текст                 | 16 линија x 42 знакова               |
| Графика               | 192 x 256 тачака                     |
| Боја                  | монохроматска                        |
| Звук                  | мали звучник                         |
| Димензије             | 320 x 150 x 45 mm                    |
| Портови               |                                      |
| Оперативни систем     | [[]]                                 |